# Ula (Ula) kiushiuensis
Ula (Ula) kiushiuensis is een tweevleugelige uit de familie Pediciidae. De soort komt voor in het Palearctisch gebied.